# Imparfinis mishky
Imparfinis mishky är en fiskart som beskrevs av Almirón, Casciotta, Bechara, Ruíz-díaz, Bruno, D’ambrosio, Solimano och Soneira 2007. Imparfinis mishky ingår i släktet Imparfinis och familjen Heptapteridae. Inga underarter finns listade i Catalogue of Life.